# Sebastian van Dryweghen
Sebastian van Dryweghen war ein Maler und Zeichner niederländischer Herkunft.

## Leben
Über seine genaue Herkunft und genaueren Lebensdaten ist nichts bekannt. Seine Tätigkeit in Wien ist für die Zeit von 1670 bis 1676 belegt.
Im Jahr 1673 ersuchte er Kaiser Leopold I. um das Privileg für die von ihm angefertigten Kupferstichporträts des Kaisers und der Erzherzogin Claudia auf die Dauer von vier Jahren. Diese Porträts wurden dann 1674 von Bartholomäus Kilian in Augsburg gestochen.
Kilian stach auch das Porträt des Erzbischofs von Salzburg, Graf von Thun, nach einer Zeichnung von Dryweghen. Cornelis Meyssens stach ein Porträt des Grafen von Weissenwolff.
Ein sehr seltener Stich nach einer Zeichnung von Dryweghen ist ein Gedenkblatt zur Geburt eines Sohnes Kaisers Leopold I, gedruckt von M v. der Bruck in Wien.